# 布里甘加河
布里甘加河（英語：Buriganga River）是流經孟加拉国首都达卡市西南郊区的一條河流。它的平均深度为7.6米（25英尺），最大深度为18米（58英尺）。

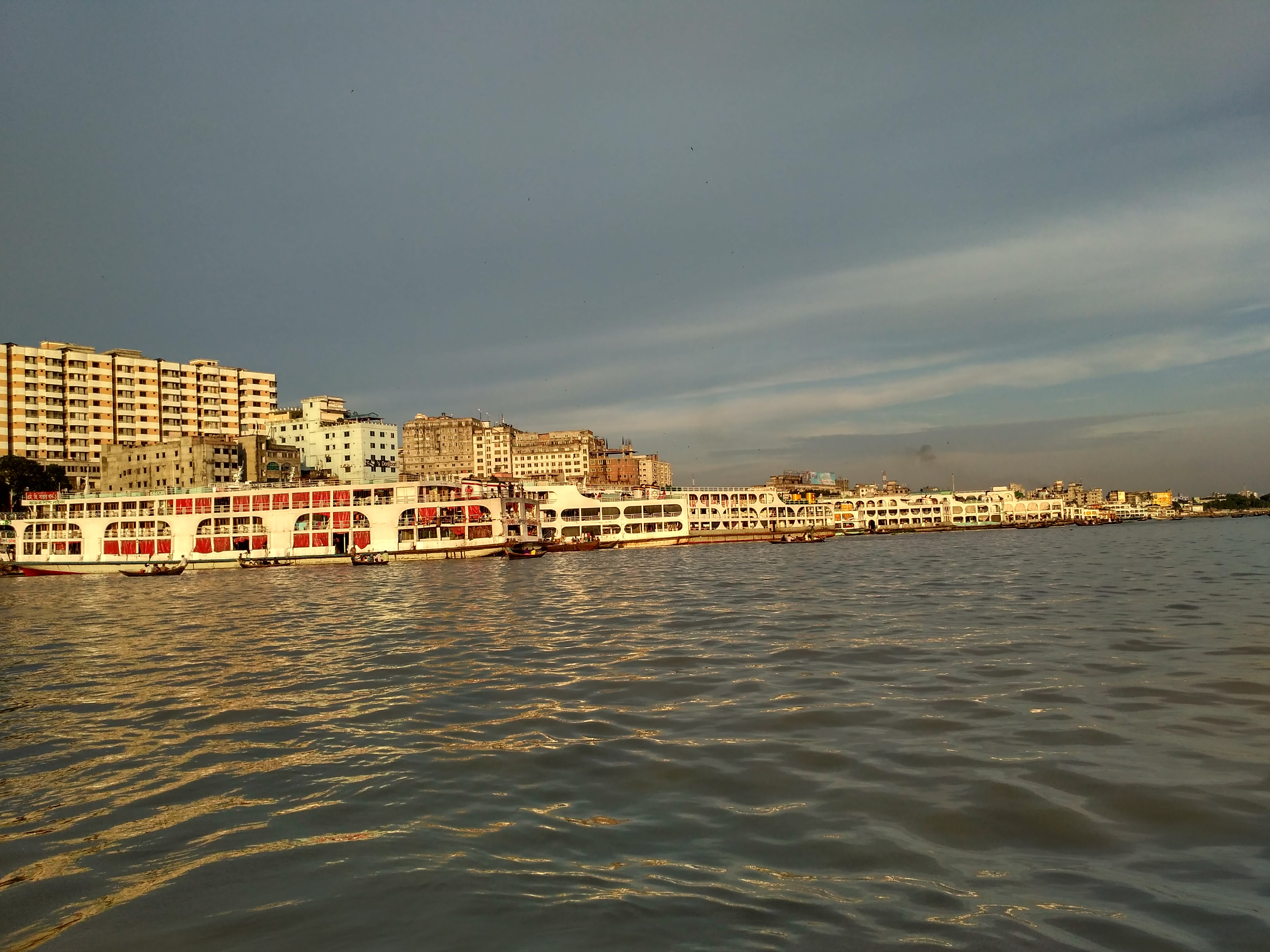
布里甘加河